# غابي أبيل
غابي أبيل (بالألمانية: Gabriele Marion Appel)‏ هي لاعب هوكي الحقل ألمانية، ولدت في 17 يناير 1958 في فيرزن في ألمانيا.

## وصلات خارجية
- غابي أبيل على موقع اللجنة الأولمبية الدولية (الإنجليزية)
- غابي أبيل على موقع أوليمبيديا (الإنجليزية)